# Gareth Williams (Pianist)
Gareth Williams (* 1. April 1968 in Sutton St. Nicholas) ist ein britischer Jazzmusiker (Piano/Keyboards, auch Gitarre, Gesang, Komposition).

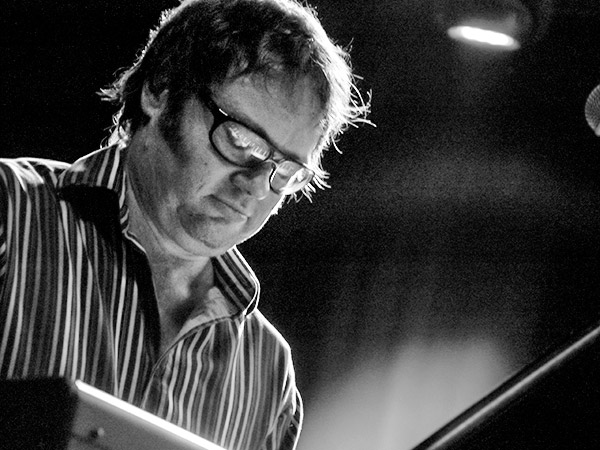
Gareth Williams
Aarhus Dänemark 2011

## Leben und Wirken
Williams, der aus einer musikalischen Familie stammt, begann mit fünf Jahren, Klavier zu lernen; später kam die Gitarre hinzu. Bereits früh spielte er in der Gruppe des Tenorsaxophonisten Danny Shepherd. Nachdem er 1990 auf der Universität Cambridge Englische Literatur studiert hatte, besuchte er die Guildhall School of Music, wo er sich bald auf das Piano konzentrierte. International bekannt wurde er zunächst als Keyboarder und musikalischer Leiter von Us3, mit denen er 1993 auf Welttournee war und auf dem Album Broadway & 52nd mitwirkte. 1995 gründete er sein eigenes Trio. Seit 1996 gehörte er zum Quartett von Jim Mullen. 1997 wurde er Pianist und musikalischer Leiter der Sängerin Claire Martin, mit der er auch aufnahm. Daneben begleitete er durchreisende Musiker wie Art Farmer, James Moody, George Coleman oder Dave Liebman. Zudem arbeitete er im Quartett von Martin Drew, mit Martin Taylor, Georgie Fame, Clark Tracey oder mit Bill Wymans Rhythm Kings, später mit Geoff Gascoyne, Gary Husband, Tim Garlands Dean Street Underground Orchestra und mit Iain Ballamys Anorak. Weiter war er für Pee Wee Ellis (Tenoration) tätig.
2013 wurde er als Pianist mit einem der British Jazz Awards ausgezeichnet.

## Diskographische Hinweise
- Three (mit Dave Green und Tristan Maillot)
- Shock (mit Laurence Cottle und Ian Thomas, 2009)

## Lexikalische Einträge
- John Chilton: Who’s Who of British Jazz. Continuum, London 2004, ISBN 0-8264-7234-6.